# Archipel des Glénan
Pour les articles homonymes, voir Glénan (homonymie).
L'archipel des Glénan ou îles des Glénan, localement appelé « les Glénan », est un archipel breton du golfe de Gascogne, situé au sud de Fouesnant (commune dont il dépend), dans le Finistère. L'école de voile « Les Glénans », implantée sur le site depuis 1947, se réserve l'orthographe avec un « s » final au moyen d'une marque commerciale.

## Géographie
L'archipel des Glénan se compose de neuf îles principales et d'un grand nombre d'îlots. L'île aux Moutons, isolée du groupe majoritaire, se trouve à 7,6 km au sud de la pointe de Mousterlin. Avec l'île de Penfret, le reste de l'archipel, très regroupé, se situe à 10,5 km au sud-ouest de la pointe de Trévignon, sur la côte bretonne. Cet ensemble géologique granitique aurait autrefois été une seule et même île ;
Élisée Reclus a écrit :

« Les traditions racontent même que les neuf îlots des Glénan étaient jadis une île considérable : leur destruction par les flots de la mer est une œuvre géologique à laquelle les indigènes auraient assisté. »

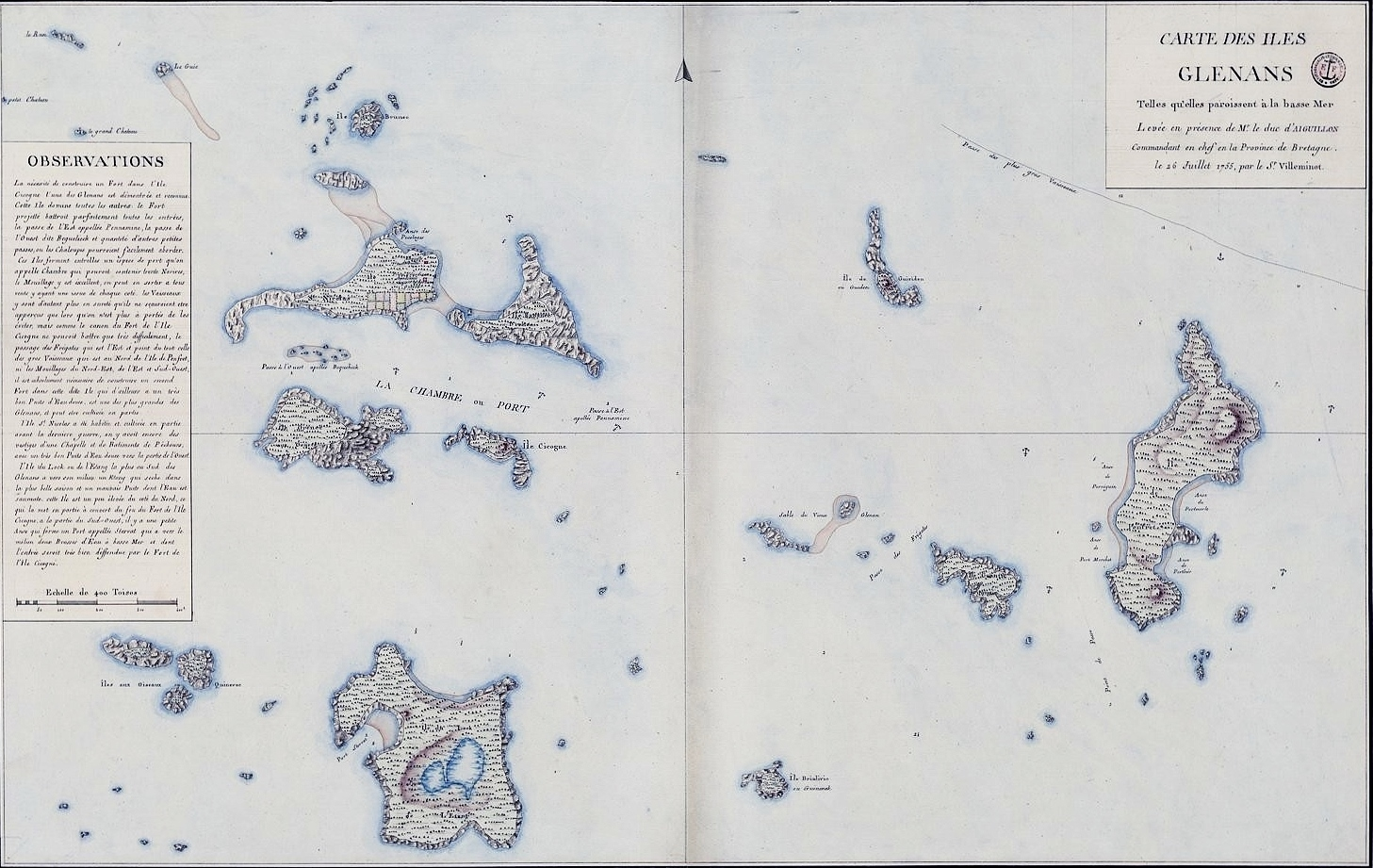
Carte de l'archipel des Glénan datant de 1755 (par Villeminot).

On suppose même que l'archipel aurait autrefois été rattaché au continent, comme le rapporte encore Reclus :

« Le promontoire de Penmarc'h ou de la "tête de cheval", pilier jusqu'à présent indestructible de la côte dont l'archipel des Glénan faisait partie (...) »

Paul Sébillot a aussi fait référence à ces récits semi-légendaires : « Le souvenir du temps où cet archipel tenait au continent n'est pas encore effacé : on dit qu'on allait autrefois à pied de Beg Meil à l'île aux Moutons, aujourd'hui à une grande lieue en mer ; la Pointe de Trévignon touchait à l'île de la Cigogne et à chaque printemps une procession sortie de l'église de Loctudy à l'une des îles en suivant une allée de grands arbres ».
L'archipel actuel est extrêmement découpé, à tel point que sa superficie est difficilement calculable. Les cartes marines du lieu, malgré les efforts du Service hydrographique et océanographique de la Marine, ne parviennent pas à cartographier l'ensemble des récifs du site.
L'archipel a parfois été décrit comme « un aperçu de Tahiti en Bretagne Sud »[Selon qui ?]. Il est célèbre pour la clarté des eaux de « La Chambre », le meilleur mouillage de l'archipel, zone protégée au centre-ouest du « cercle de mer », souvent comparée à un lagon. Cet espace s'étend entre les îles Saint-Nicolas, Drénec, Bananec et Cigogne, et sert de zone de mouillage aux plaisanciers.
Lors des grandes marées, la Chambre peut être traversée à pied et devient le paradis des pêcheurs à pied qui ramassent ormeaux et palourdes sous la surveillance de la gendarmerie maritime.

### Îles principales

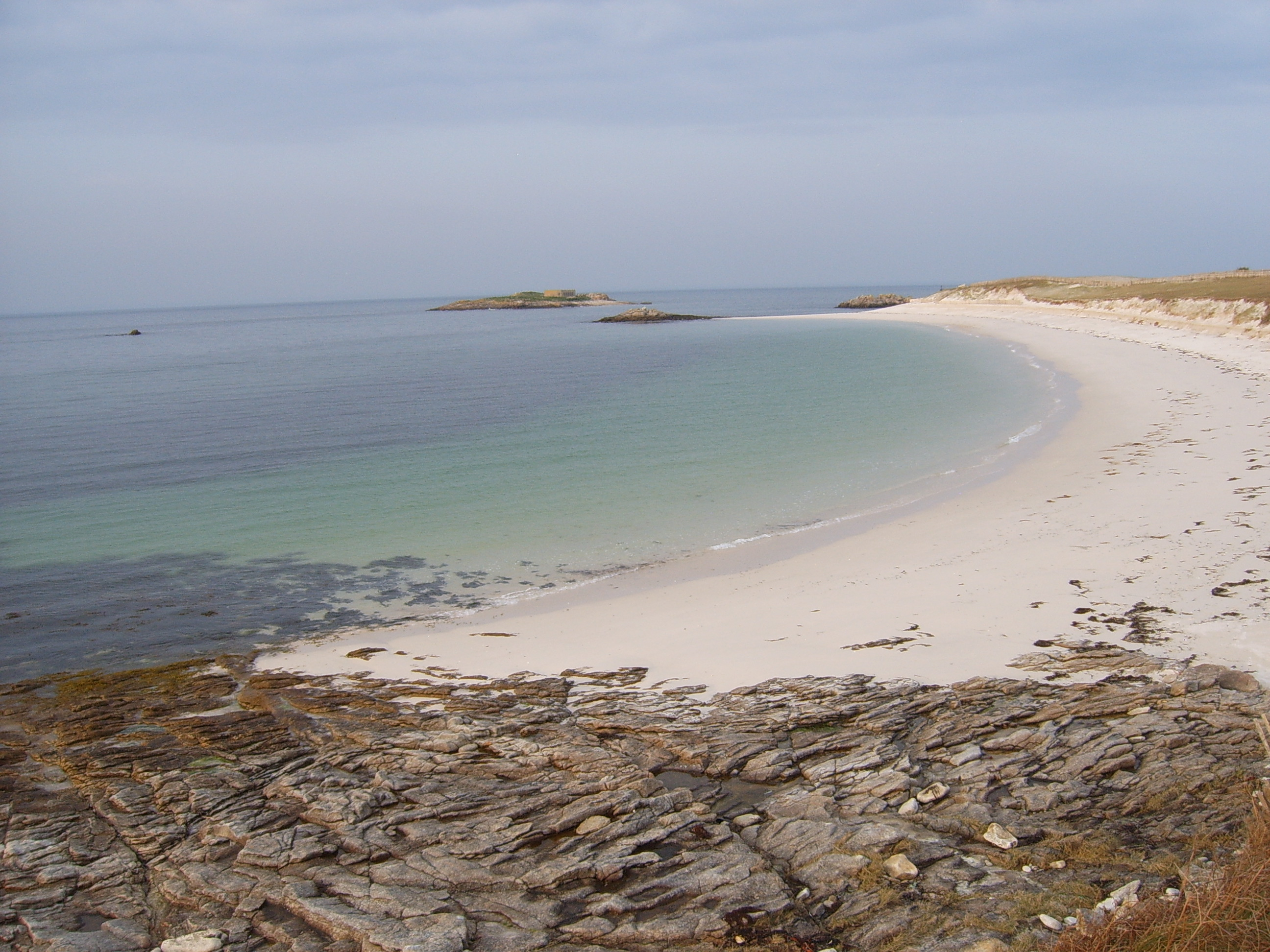
Plage de l'Île Saint-Nicolas.
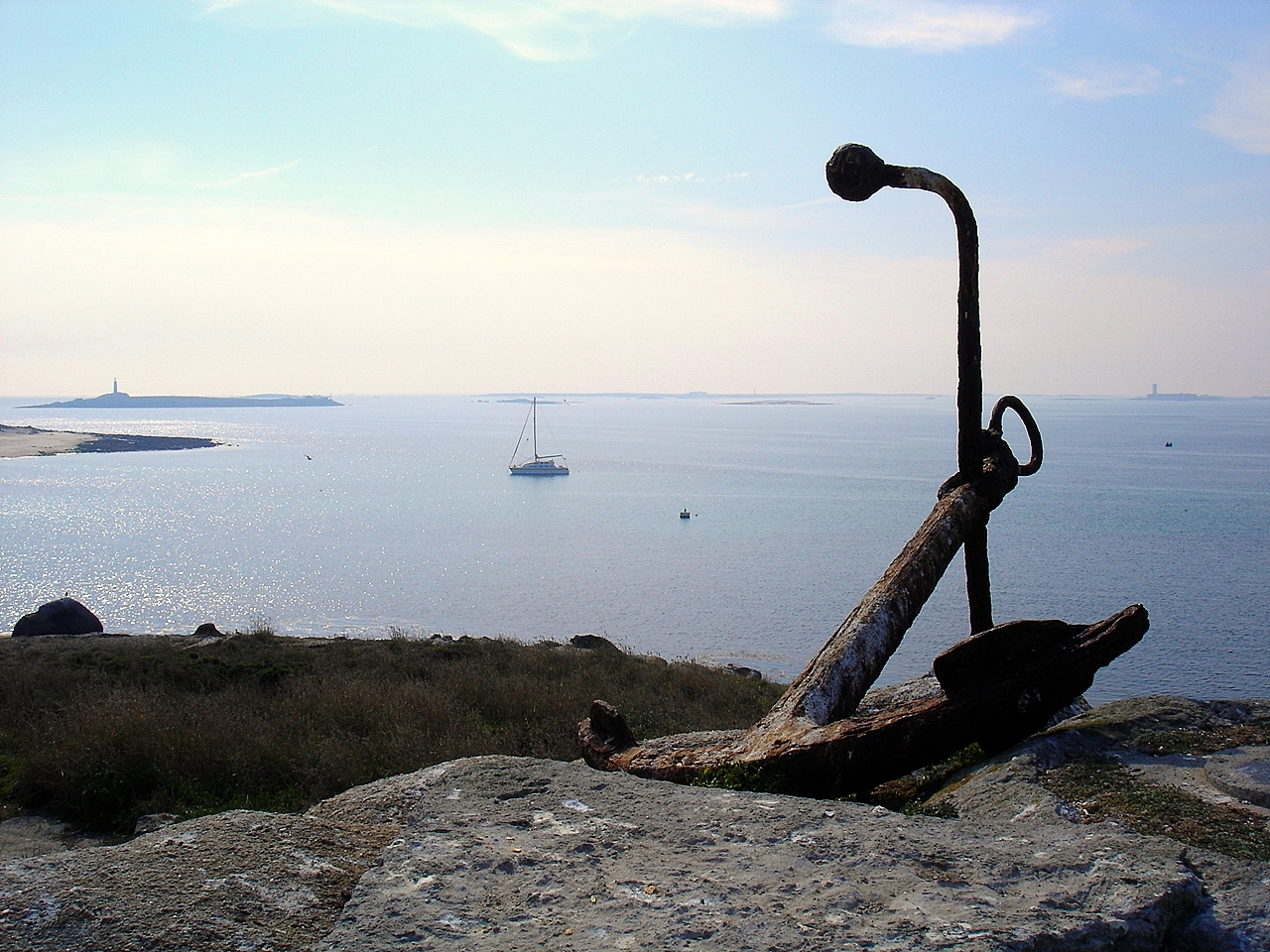
Mouillage sous l'île de Penfret (Glénan)

- Île Saint-Nicolas
- Île de Bananec
- Île du Loc'h
- Île de Penfret
- Île Cigogne
- Île de Drénec
- Île de Brunec
- Île de Guiautec
- Île de Quignénec
- Île de Guiriden
- Île aux Moutons

### îlots et rochers
- Île de Brilimec
- Kastell Bargain
- Glud ar Yer
- Vieux Glénan
- La tête de mort
- Les pierres noires
- Castel Braz
- Castel Bihan
- Carrec Christophe
- Le Huic
- Le Gluet
- Le Run
- Bondiliguet
- Fournou Loc'h
- Roc'h ar Roac'h
- Les Méaban
- le Broc'h
- La pie
- La Chambre
- La Bombe
- Pladen
- Les Bluiniers
- Talenduic
- Kareg Braz
- Men Cren
- Men Goë
- Castel Raet
- Men Skey
- Laon Egenn Hir
- Les Pourceaux
- Leuriou

Les îlots et rochers des Glénan sont mentionnés sur de nombreuses cartes, dont les suivantes :
- Carte de l'archipel des Glénans en Basse Bretagne par le Vicomte de Villiers du Terrage, imprimerie René Prud'homme, Saint-Brieuc, 1906[3].
- Carte des îles de l'archipel des Glénan sur le site Glénan.fr[4].
- Cartes des îles de Glénan sur le site de Géoview.info[5].

## Histoire

### Préhistoire et Antiquité

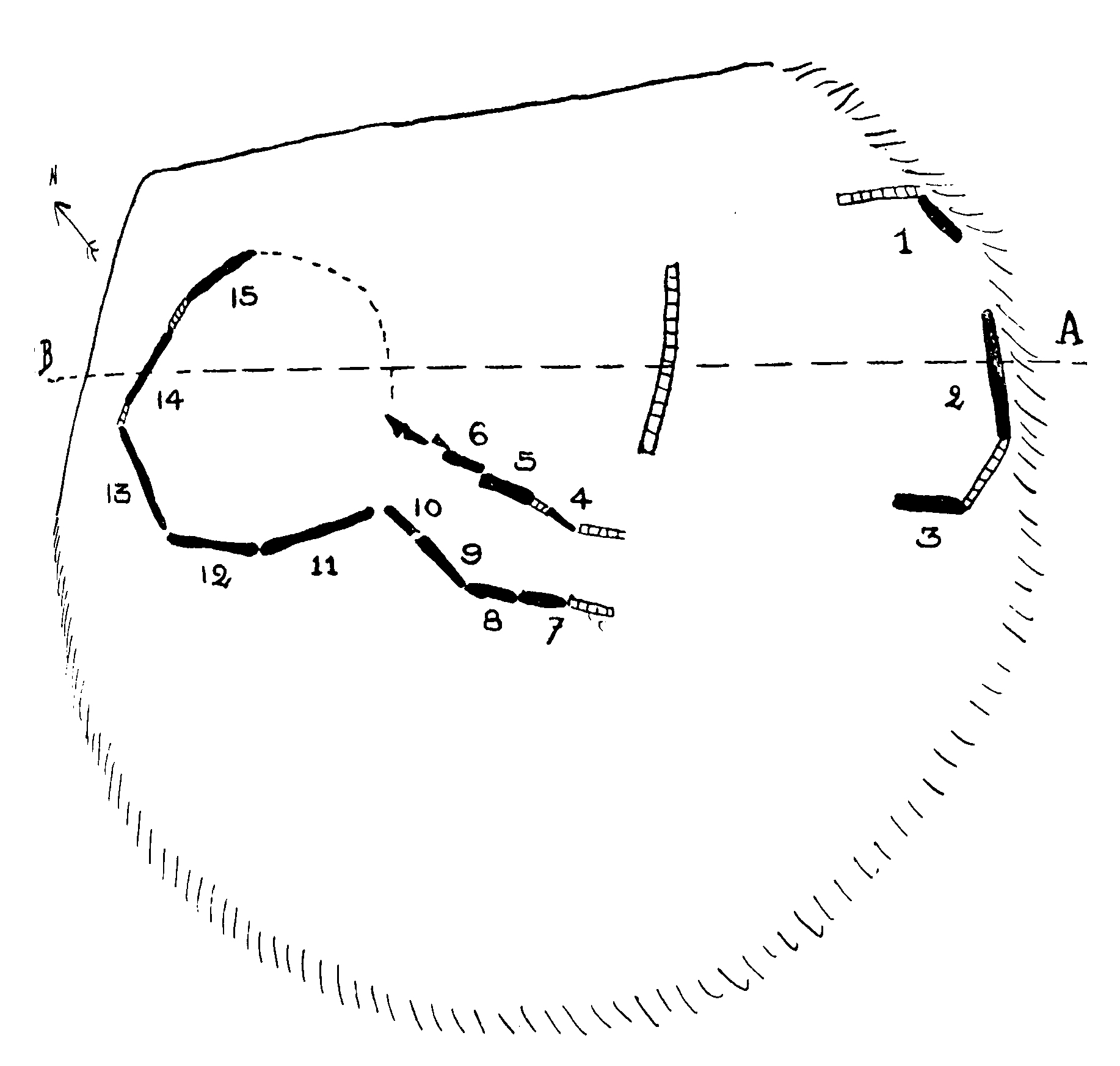
Plan du dolmen avec cairn de l'île Brunec, dessiné lors des fouilles par Marthe et Saint-Just Péquart.

Au Néolithique, le niveau des océans étant plus bas que ce qu'il est aujourd'hui, la zone de l'archipel des Glénan n'est pas insulaire. Au IVe millénaire av. J.-C., un dolmen à couloir est érigé au nord de l'île de Brunec et des sépultures sont disposées à Saint-Nicolas, Drenec et Bananec. Cette population d'agriculteurs a probablement laissé d'autres traces que l'élévation du niveau de la mer (6 mètres en 5 000 ans) a détruites. Le tertre de Brunec fait l'objet de fouilles en 1926 mais celles-ci révèlent que le tertre fut déjà visité et dégradé.
En 1888, deux tombeaux contenant des urnes cinéraires sont découverts par les gardiens de l'île aux Moutons. On retrouve de nombreuses sépultures préhistoriques sur l'île du Loc'h. En 1921, une fouille dirigée par le commandant Bénart et le lieutenant de vaisseau Massé met au jour sur l'île du Loc'h un tas de cendres et de charbons posé sur une dalle qui évoque des rites de crémation antérieurs au christianisme. En 1976 un incendie de végétation fit apparaître trois petits cairns sur l'île de Penfret.
Les îles ont été occupées à l'époque gallo-romaine, comme l'attestent les amphores, pièces de monnaie et autres traces retrouvées sur l'île aux Moutons et sur l'île Saint-Nicolas. En effet, ceci est démontré dans l'article scientifique de Benjamin Gehres, Archéologie des économies insulaires : le cas du complexe archipel des Glénan / île aux Moutons, une approche diachronique et paléoéconomique par l’apport des analyses céramiques.
18 barrages de pêcheries anciennes, datant de la Préhistoire, de l'Antiquité ou du Moyen Âge, servant de pièges à poisson, ont été identifiés dans l’archipel des Glénan.

### Moyen Âge
Le roi Gradlon aurait donné les îles de l'archipel aux moines de Saint-Gildas-de-Rhuys ; ils en revendiquent la propriété depuis l'an 399, mais aucune trace de cet acte n'a été conservée.
Au XIIIe siècle, un prieuré a été édifié sur Saint-Nicolas, donnant ainsi le nom du saint très vénéré par les marins au Moyen Âge.[réf. nécessaire]
Au Moyen Âge l'archipel est une possession de l'abbaye de Rhuys. En 1502-1503, les moines bénédictins se font confirmer leur possession par la duchesse Anne et le roi Louis XII. En 1633, Henri de Bruc (alors abbé de Rhuys) trouve un locataire pour l'archipel. Claude Desbrosses restera jusqu'en 1637 payant 40 livres par an. Il sera suivi en 1651 par Pierre Levesque. Dans les années qui suivent, l'abbé de Rhuys est en retraite à Saint-Germain-des-Prés, l'abbaye de Rhuys nécessite quant à elle des travaux. Ainsi, des biens propriétés de l’abbaye sont mis en vente. Le 23 octobre 1658, Nicolas Fouquet (surintendant des finances du royaume de France) se porte acquéreur de l'archipel. Les moines, souhaitant faire monter le prix, s'opposent à la vente. Un accord est trouvé le 17 août, mais Fouquet est arrêté le 5 septembre ; finalement, l'archipel reste propriété de l'abbaye jusqu'à la Révolution française.
La plus ancienne carte mentionnant les îles remonte à 1313, dans l'atlas maritime de Pierre Vesconte, où l'archipel figure sous le nom de grana. En 1466 les îles sont nommées Glaram et c'est en 1585 qu'elles deviennent Gleran.

### Époque moderne

#### Un abri de corsaires et de pilleurs d'épaves

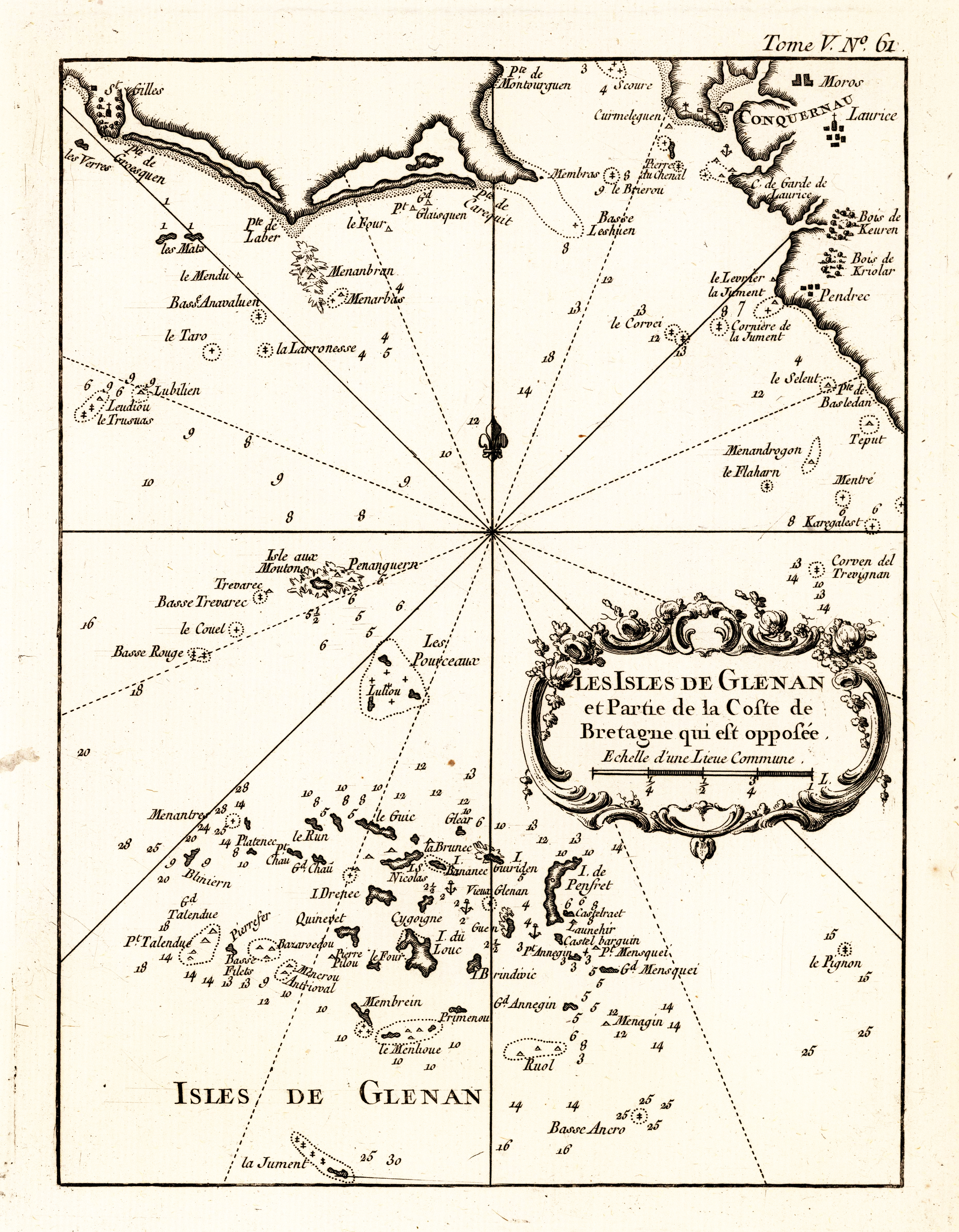
Carte des Glénan extraite du "Petit Atlas Maritime", Tome V N°61 (1764), de Jacques-Nicolas Bellin (1703-1772)

L'archipel constitue un abri intéressant pour les corsaires pratiquant la guerre de course. Dès lors qu'une guerre est déclarée, des forbans viennent se cacher dans ces îles. Différentes actions sont entreprises pour tenter de déloger ces marins de l'archipel, notamment par Pierre Mauclerc. En 1481, cinq navires sont armés avec 525 hommes pour « nettoyer la côte ». Les corsaires des Glénan ne prennent pas pour cible les gros convois armés, mais les barques de marchand. En 1647, cinquante navires sont ainsi rançonnés par des pirates de Biscaye. Guy Autret, seigneur de Missirien, qui habite le château de Lézergué près de Quimper, écrit le 22 avril 1648 : « Je vous diray pour nouvelles plue neuf. ou dix .vesseaux pirates espagnols et biscaïens infestent nos costes maritimes depuis 4 à 5 mois, ont prins de nos bouques marchandes et déprédé plus de 50 navires, sans que les vesseaux garde-costes entretenus du Roy y aye doné auceun ordres. Ses pirates en nombre de 9 auaient leur retraite en vne isle nomée Glelan située à 3 lieues de la terre ferme deuant les ambouchures de Conquerneau et de Benodet et la coste de Cornouaille. » L'année suivante, le marquis de Kerjean René Barbier décide de chasser ces corsaires. Il trouve des navires ancrés proches de Penfret, il en coule trois, en arraisonne trois et chasse les trois autres. En 1688, la guerre reprend entre la France et l'Angleterre. Des corsaires de Guernesey descendent jusqu'aux Glénan. Le 4 avril 1704 la flotte royale est attaquée. Les pêcheurs de Locmaria fréquentent l'archipel, ils fournissent les corsaires en vivres diverses pour continuer à travailler. En 1778 encore, comme à chaque fois qu'une guerre éclate entre la France et l'Angleterre, des corsaires anglais arraisonnent et pillent les navires dans les parages des Glénan, et à nouveau pendant les guerres de la Révolution française et de l'Empire, participant alors au blocus continental.
Le 1er décembre 1735 la Marie-Josèphe, d'Audierne, coula aux Glénan avec son équipage.
Le duc d’Aiguillon écrit le 4 mai 1750 au ministre de la Marine : « Les Glénans, Monsieur, sont un assemblage de plusieurs petites îles et de roches qui forment de bons havres pour les barques, où les corsaires peuvent être à couvert de tous les vents et s’y tenir sans être vus de la côte. Ils y avaient fait un établissement pendant la dernière guerre, d’où ils couraient sur toutes les barques qui sortaient des rivières de Quimper, Quimperlé, du port de Concarneau, etc., etc., et sur celles qui faisaient le cabotage de Brest au Port-Louis et à Nantes. Ils firent un tort immense au commerce, à la pêche, et enlevèrent une quantité prodigieuse de matelots ».
L'archipel et les roches l'environnant provoquent de nombreux naufrages, et les récits abondent de nombreuses fortunes de mer au fil des siècles, qui sont une providence pour les îliens ; par exemple La Madeleine de Cherbourg, chargée d'eau-de-vie, qui s'est réfugiée dans la "Chambre" est précipitée sur les rochers de l'est de l'île Saint-Nicolas par des vents violents dans la nuit du 29 au 30 janvier 1724 et son équipage (le mousse s'est noyé) a beaucoup de mal à préserver l'épave des pilleurs.
En 1732, un navire hollandais, le Clasparis, « d’environ cent tonneaux, toucha sur les rochers au sud des Glénans ; deux hommes furent noyés, le capitaine et deux matelots purent en nageant atteindre les îles, ils étaient à bout de forces et entièrement nus. Le navire vint plus tard à la côte et les pêcheurs s’emparèrent de tout ce qu’ils purent enlever, vêtements ou provisions, et il fallut l’intervention de la femme du fermier des Glénans pour obtenir qu’il fût laissé aux naufragés un simple suroit. » À la suite d’une enquête faite par l’Amirauté de Bretagne, les Îliens compromis durent rembourser.

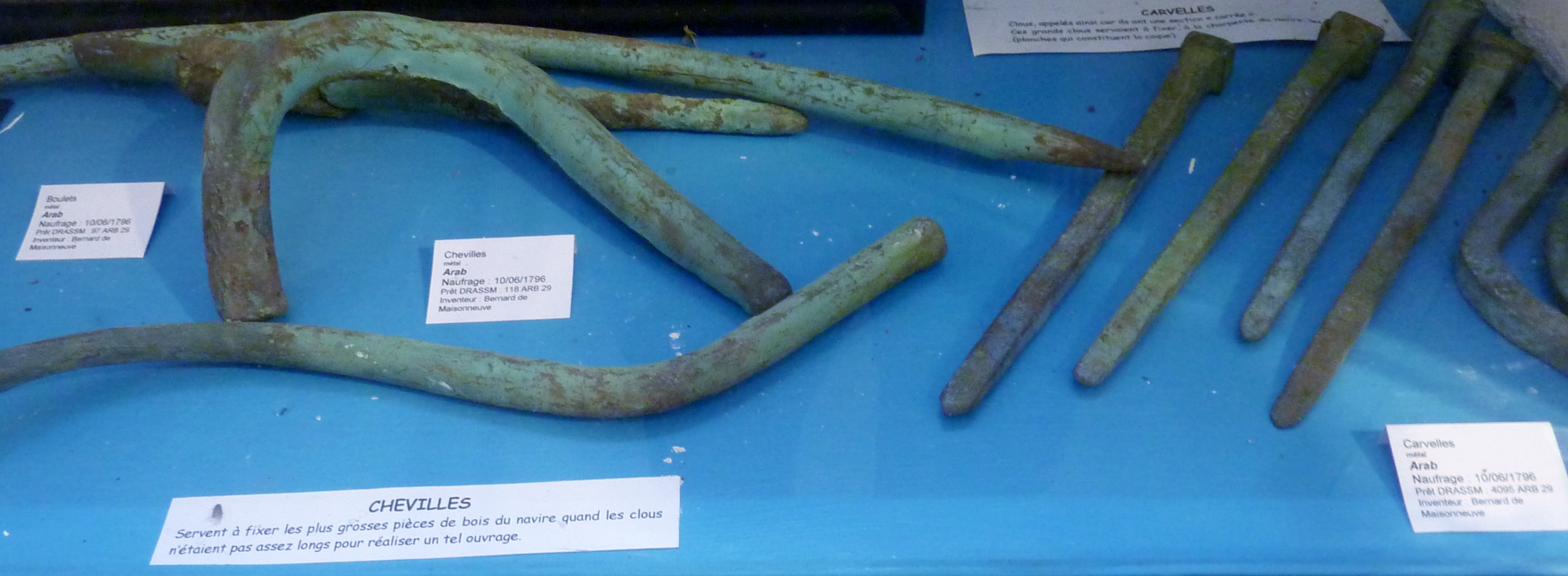
Chevilles (en métal, servant à fixer les plus grosses pièces de la charpente) et carvelles (= clous de section carrée qui servaient à fixer des planches sur la charpente du navire) provenant du naufrage de la corvette Arab survenu le 10 juin 1796 dans l'archipel des Glénan (Musée maritime du Cap-Sizun, DRASSM, inventeur Bernard de Maisonneuve).

En 1746, pendant la guerre de Sept Ans, la frégate française Marquise de Toumy, commandée par le lieutenant Jacques de Mary, prend à l'abordage la frégate anglaise Benjamin qu'il conduit à Bénodet ; le 16 mars 1746 par contre, la barque La Françoise, de Noirmoutier, chargée de vin, qui se rendait à Bénodet, doit s'échouer dans l'anse du Lorc'h en Névez pour échapper à un corsaire anglais qui est finalement repoussé avec l'aide des habitants qui tirent sur lui, mais... s'apprêtent ensuite à le piller en vertu de la coutume du droit de bris, ce que le capitaine parvint à éviter en mettant en perce une barrique : une fois les habitants ivres-morts, il parvint à se déséchouer et à repartir. Le 20 mai 1748, un caboteur de Pont-l'Abbé doit à son tour s'échouer volontairement près de la mer Blanche car il a été pris en chasse par un corsaire anglais près de l'île aux Moutons.
La Dame Regineau, un navire suédois de Wismar, qui fait naufrage aux Glénan le 14 juillet 1751, mais dont l'épave dérive sur la côte continentale jusqu'à Trégunc, est  également pillé :

« Au long de la côte était une multitude de personnes de différents sexes, hommes, femmes et enfants, au nombre de trois cents personnes, presque toutes ayant des brocs, pots ou autres vases, et plusieurs armés de haches et bâtons, auxquelles nous avons représenté que le port de pareilles armes  ne leur était point permis et annonçait de mauvais desseins sur ce bâtiment. Mais inutilement les avons requis de se retirer, même d'emporter leurs pots et autres vases, et sur ce que nous avons demandé les noms du procureur terrien de la paroisse de Trégunc, des gardes-côtes et des officiers, ces gens nous ont répondu qu'ils étaient absents de la paroisse. Et autour de la coque du bâtiment nous avons vu cinq chaloupes qui en retiraient des barriques, lesquelles nous avons fait héler pour se rendre à terre, à quoi elles n'ont porté aucun état et ont mis à la voile faisant route vers les Glénan. »

Mais les îliens se portent aussi parfois au secours des navires en difficulté, par exemple lors du naufrage de L'Étiennette, de Saint-Brieuc, le 28 décembre 1775 ou de la frégate La Royale, qui fait naufrage sur les roches Les Pourceaux le 5 août 1781, mais dont la cargaison est récupérée et transportée jusqu'à Concarneau.

#### LeXVIIIesiècle
En 1714 un marchand - Pastoureau - du Passage Lanriec obtient des moines de Rhuys d'établir un négoce de poisson sur Saint-Nicolas. L'accord, incluant une franchise d’impôt, stipulait la construction d'un fort que Pastoureau ne bâtira jamais. À la disparition de ce dernier, Pierre de Lhérétaire reprend ce négoce. En juin 1717, un ingénieur (Isaac Robelin) vient choisir l'emplacement du fort. Il fait mention d'une presse à Saint-Nicolas pour préparer les sardines : « Depuis la paix plusieurs particuliers de Concarneau y font bâtir une grande presse pour préparer les sardines qui est un enclos de mur bâti en carré de 120 pieds de côté; fermé par une grande porte, dans le dedans duquel sont adossés des appentis couverts de tuiles creuses ». La presse aux Glénan permettait aux pêcheurs de passer la semaine sur l'archipel, le poisson était préparé dans la presse et ramené sur le continent par chasse-marée. À la suite d'une nouvelle guerre, les corsaires sont de retour dans l'archipel. Pierre de Lhérétaire quitte les Glénan peu après.
Le 26 juillet 1755, Emmanuel-Armand de Vignerot du Plessis, nouveau gouverneur de Bretagne, fait un déplacement aux Glénan. Il visite Penfret, le Loch, Cigogne, Bananec, Saint-Nicolas en mouillant dans la Chambre. Se reposant sur l'expérience des Sept-Îles où un fort a éloigné les pirates, il préconise la construction d'un fort à Cigogne. La construction du fort se déroule laborieusement. Cigogne étant sans eau, les ouvriers doivent loger sur Saint-Nicolas. Un aumônier est exigé pour célébrer des messes pour les officiers chargés de la surveillance des lieux. En 1763 la guerre de Sept Ans s'achève, la paix stoppe les travaux du fort qui n'est pas totalement achevé. À la fin des années 1770, des corsaires anglais reviennent autour de l'archipel. De nombreux bateaux y sont capturés par des Anglais, les marins locaux abandonnant leurs navires de peur d'être ramenés au Royaume-Uni. Les travaux reprennent au début de la Révolution française.
La pauvreté des pêcheurs de l'archipel est alors très grande comme en témoigne cet inventaire après décès datant du 5 octobre 1740 : « Une table carrée, un trépied, un chaudron, un vaisselier, un mauvais coffre, un bois de lit, la charrue, les roues et le soc, le couteau, une brouette, trois barriques, un fusil, un crocq [croc], trois torillons [taurillons], une vache de quatre ans, une autre vache, une autre vache, une autre..., trois poules, une jumand [jument] et sa pouliche, deux cribles, une bouteille de terre, une besche [bêche]».
En 1768 l’archipel est afféagé, de manière semble-t-il irrégulière, au détriment de l’abbaye qui en était depuis longtemps le propriétaire légitime, à Landais de Clemeur, moyennant une rente de 300 livres, payable à la recette du Domaine de Concarneau. Alain de Kernafflen de Kergos devint le nouveau propriétaire de l’archipel à partir de 1791 (l'archipel est alors vendu comme bien national) et, après l’intermède de l’occupation anglaise pendant l’Empire, tente de développer l’élevage de bovins, chevaux et porcs  ainsi que des cultures de blé, seigle et orge en installant des fermiers sur l’île Saint-Nicolas, puis  sur d’autres îles (le Loc’h, Penfret, Drénec et Quignénec), à partir de 1819. L’expérience dura une quarantaine d’années, jusqu’à la mort de Kernafflen de Kergos, mais fut peu concluante.

#### La description des Glénan par Jacques Cambry en 1794-1795
Jacques Cambry a visité l'archipel des Glénan en 1794 qu'il décrit dans son Voyage dans le Finistère… :

« Le citoyen K.... propriétaire des Glénans, pourroit en tems de paix en tirer un grand parti, il se contente d'y élever quelques bestiaux et d'y faire de la soude ; de grands troupeaux s'y nouriroient. On y pourroit établir des presses et des magasins, saler, sécher une prodigieuse quantité de poissons, récolter les plus beaux fromens, cultiver les meilleurs légumes ; l'asperge y croît spontanément, une multitude de lapins vivoient sur ces îles, il n'y a pas trente ans ; on en trouve, mais en moins grande quantité. La canne royale, le plus belle oiseau de l'Europe paroit naturel à ces îles.

Elles furent habitées jadis ; des marins attestent avoir vu à une demi-lieue dans l'ouest de l'île-aux-Moutons un mur, une grande voute faite de main d'homme à 26 pieds de profondeur sous l'eau ; on ne les aperçoit que dans les plus grands calmes. Dans l'étang de l'île du Lock, ils ont vu des pierres Druidiques ; à quelle antiquité incommensurable, ces monumens de la Bretagne ne transportent-ils pas notre imagination (...) »

Jacques Cambry fait une description sommaire de chacune des îles, mais ne s'étend guère que sur deux d'entre elles : 

« L'île Saint-Nicolas (...) [a une] circonférence d'une demi-lieue, elle a quatre cents pas dans sa plus grande largeur ; on y trouve encore quelques vestiges d'habitations, entr'autre un puits d'eau douce assez bonne. Cette île sert de mouillage et de repos à tous les pêcheurs des Glénans ; elle peut être cultivée, ses terres porteroient de beaux grains et d'excellens légumes. Pendant la dernière guerre, des corsaires, espèces de forbans, s'y réfugièrent. »

« L'île de la Cicogne [Cigogne] sépare les Glénans en deux parties égales ; elle les domine : on l'apelle la Chambre ou le Havre. Le lieu du mouillage peut avoir huit cents pas de long sur quatre cents de large ; le fort construit sur cette île bat toutes les entrées de la passe nord qu'on nomme Minangroëze ; celle de l'est appelée Pennamine, la passe de l'ouest dit Beguellech, toutes celles enfin qui permettroient à des corsaires d'aborder cet archipel et de s'en emparer ; il est défendu par cinquante hommes de garnison. »

### LeXIXesiècle
La propriété de l'archipel change de mains à plusieurs reprises dans le courant du XIXe siècle : en septembre 1855, un négociant parisien, François-Alphonse Théroulde, achète à la famille de Kernafflen de Kergoz, qui les possédait depuis 1791, la plupart des îles de l'archipel des Glénan. En juillet 1868, Hippolyte de Pascal, maire de Plomeur et conseiller général du canton de Pont-l'Abbé les acquiert à son tour, mais cède aussitôt une portion de l'île du Loch à Félix du Marhallac'h pour que ce dernier, devenu prêtre, puisse y construire une chapelle.

#### L'essor de la pêche et des sècheries de poisson
En 1813, la « demoiselle Bouillon », fille d'un ancien terre-neuvas, a l'idée de faire sécher le poisson selon la manière utilisée à Terre-Neuve et déjà en usage à Molène et à Sein ; la "sècherie Bouillon" va couvrir le sable des plages de l'île Saint-Nicolas de rangées de sardines, lieus, juliennes, raies, etc. L'archipel voit alors augmenter sensiblement sa population de pêcheurs et de nombreuses cabanes de planches sont alors installées sur l'île Saint-Nicolas pour servir d'abri aux pêcheurs venus du continent dormant temporairement sur place. La production de poisson séché des Glénan atteint vers le milieu du XIXe siècle 1 200 quintaux par an, vendue principalement à Concarneau.
Le baron Fortuné Halna du Fretay, associé à Eugène Toulgoët et René Madec, obtient en 1870 une concession sur une partie du domaine public maritime de l'île Saint-Nicolas pour y créer un vivier de crustacés, un grand réservoir de 800 m2 (38 mètres de long sur 23 mètres de large et 6 mètres de profondeur), divisé en dix-huit compartiments, en pierre maçonnée, en raison de l'abondance des crustacés dans l'archipel et de la pureté des eaux. Les crustacés sont pêchés grâce à des casiers dans les environs par des pêcheurs venus des ports voisins du continent (de Trégunc jusqu'au Pays Bigouden) qui séjournent temporairement dans des baraques en bois. La "Pêcherie des Glénan" a souvent en stock de 60 000 à 70 000 crustacés, et approvisionne les plus grandes tables parisiennes de l'époque ainsi que des caboteurs anglais. En 1882, les viviers sont vendus et devinrent par la suite propriété de la maison Deyrolle de Concarneau, puis des établissements Prunier, célèbre restaurant parisien.

#### Une modeste activité agricole
L'exiguïté des îles et le climat venté (les embruns chargés de sel en particulier) expliquent la modestie des tentatives d'exploitation agricole, pourtant tentées en raison de l'isolement des habitants cherchant à trouver sur place une partie de leur nourriture, en particulier grâce à des jardins potagers, entourés de murets ou de palissades, sur les îles de Penfret, de Saint-Nicolas et du Loc'h, par exemple par les Anglais occupant l'île du Loc'h à partir de 1803. Du bétail est aussi acheminé du continent sur l'île Saint-Nicolas.

#### Goémon et maërl
Une activité goémonière se développe à partir de 1784 à l’initiative de négociants qui installent des goémoniers venus de Granville  pour le compte des verreries royales de Rouen le contrôleur général des finances accordant cette année-là « la permission de tirer (…) des isles de Glénan des cendres de varech en exemption de droits (…) à condition que les verriers n’en tireront que ce qui leur sera nécessaire ». En dépit d’une interruption temporaire en 1790 à la suite d’une pétition du conseil municipal de Concarneau dont les membres se plaignent de la baisse des rendements de la pêche en raison des fumées engendrées par les brûleries, l’exploitation du goémon reprend en 1794 et se développe au XIXe pour le compte de la verrerie du Kernével à Lorient. En 1874, le baron Fortuné Halna du Fretay construit une usine à soude sur l’île du Loc’h, à proximité des plages où le goémon est le plus abondant : il est récolté  à l’état de goémon vert, c’est-à-dire, au moment où il vient d’être coupé, sa teneur en iode est alors la plus forte. La soude était acheminée vers une usine d'iode située à Pont-l'Abbé, propriété de Jean-Louis Paisant. Pendant les premières années, les bénéfices réalisés furent considérables, mais l’usine dut fermer assez rapidement car un nouveau procédé de production de la soude provoqua une baisse des deux-tiers de son prix. Les bâtiments abandonnés tombèrent en ruines et disparurent, à l’exception d’une cheminée conservée pour son utilité comme amer.
Pour sa part, Alain de Kernafflen de Kergos tenta dès 1797 une exploitation du maërl pour fabriquer de la chaux, mais ce fut un échec.

#### De nombreux naufrages
La multiplicité des écueils dans les parages de l'archipel et la médiocrité de la signalisation maritime pendant longtemps expliquent les nombreux naufrages survenus dans les parages des Glénan. Le 1er janvier 1879 est allumé le phare de l'île aux Moutons. Le phare de Penfret est allumé en juin 1838. En septembre 1881 est achevée la construction de l'abri du canot de sauvetage de l'île Saint-Nicolas.
Parmi les naufrages dont l'histoire a conservé le souvenir : dans la nuit du 25 au 26 janvier 1873, le brick grec Pangalos Siosif fait naufrage près de l'archipel, faisant 7 morts et un survivant. Le 20 décembre 1891 le canot des gardiens du phare de l'île Penfret fit naufrage : trois noyés, François-Marie Cloarec, 43 ans, marin-pêcheur à Penfret; Auguste Cloarec, 24 ans, gardien du phare de Penfret ; François-Marie Larsonneur, 23 ans, marin-pêcheur à l'île Drenec. Le 6 février 1893, un petit navire de Blaye (Gironde), chargé de poteaux de mines, coule aux abords des Glénan. Dans la nuit du 15 au 16 février 1893, la Reine des Alpes, de Nantes, heurte le rocher de Men Goë et coule.
De nombreuses épaves ont été retrouvées par des plongeurs aux environs de l'archipel, par exemple celles du Fougueux, un vaisseau chaviré en 1697, qui gît par 35 mètres de fond ; de l'Espérance, un navire de la Compagnie des Indes, naufragé en 1751 ; du François-Mathurin, un lougre disparu en 1856 ; etc. Une carte recense les épaves connues aux environs de l'archipel

#### L'évolution démographique de l'archipel et Notre-Dame-des-Iles
Alors que l’archipel semble avoir été quasi-inhabité, du moins par une population permanente, pendant la première moitié du XVIIIe siècle, il atteint son maximum de population vers 1870, avec plus de 70 habitants, sans compter les pêcheurs saisonniers qui “cabanent” en été sur les îles. Une chapelle, Notre-Dame-des-Iles, en fait une grosse cabane de planche et de toile goudronnée, construite et desservie par un recteur, Félix du Marhallac'h, est même construite sur l’île du Loc’h, mais elle ne subsista qu’une quinzaine d’années, car elle fut détruite par une tempête en 1883 ; son dernier recteur, Jean-Noël Thymeur, originaire de l'île de Sein, quitte alors l'île du Loc'h (la paroisse Notre-Dame-des-Iles est officiellement supprimée au printemps 1892). La population décline par la suite : en 1946, l’archipel ne compte plus que 24 habitants, en 1962, 16, en 1975, 3, en 1985 1 seul et désormais aucun.

#### Description de l'archipel des Glénan en 1894
Victor-Eugène Ardouin-Dumazet visite l'archipel des Glénan en août 1894 : voici la description qu'il fait des principales îles de l'archipel :

« L'île aux Moutons form[e] avec les écueils voisins un petit archipel à part. C'est une roche gazonnée, n'ayant même pas deux cents mètres dans sa plus grande étendue. Un phare s'y dresse ; au-dessous est la maison des gardiens ; des écueils sur lesquels la lame bondit entourent ce triste séjour. L'île aux moutons, me dit le père Maurin, avait jadis les animaux qui lui ont valu ce nom, mais les rats ont pullulé, et ils ont mangé béliers, brebis et agneaux. Peut-être a-t-on exagéré le drame. »

« L'île de Guignenec, près de laquelle nous passons, se compose de deux mamelons herbeux reliés par une langue de rochers. Sur l'un des monticules est une maison d'aspect lugubre. Elle est habitée pendant trois mois de l'année par les récolteurs et les brûleurs de varechs qui viennent fabriquer la soude. »

« L'île de Drennec est plus triste encore d'aspect, elle a cependant de beaux pâturages, le beurre que produisent ses troupeaux a quelque réputation dont ne sont pas médiocrement fiers ses sept habitants ; nous passons près d'elle pour aller accoster à la jetée à demi ruinée de l'île Saint-Nicolas. »

« L'île Saint-Nicolas, sinon la plus grande, au moins la plus active du groupe, est le centre de la pêche dans l'archipel. A notre arrivée, une barque vient à notre rencontre, elle est conduite par quatre enfants, ramant déjà comme de vieux marins. Ce sont deux petits-fils du père Maurin et deux enfants de la ferme. (...) Son gendre est le gardien du vivier à homards et langoustes célèbre dans toute la Bretagne par ses dimensions, où 35,000 de ces crustacés peuvent être placés. En ce moment le vivier, en réparation, est vide, mais lorsqu'on l'a peuplé, soit avec la pêche des Glénans, soit avec les langoustes amenées d'Espagne, le spectacle de toutes ces antennes formant des buissons mouvants dans l'énorme bassin doit être des plus curieux. (...) nous allons visiter l'île et ses annexes. C'est un coin de terre bien exigu et bien nu ; il n'a pas, cependant, la tristesse qu'on s'attend à y trouver ; le cortège d'îles et d'îlots qui l'entoure lui ôte un peu de sa solitude. L'île n'a pas plus de 800 mètres de longueur sur 300 de largeur, mais, à mer basse, des plages de sable grossier mêlé de coquillages innombrables et de débris de madrépores la relient à l'île Branec, minuscule mamelon herbeux, et à l'île Bananec, un peu plus étendue. »

« L'île Bananec se présente sous la forme d'un coteau mouvementé : c'est par là que nous commencerons notre visite, la mer étant basse. La laisse de sable est très étroite, très courte, quelques secondes suffisent pour la franchir. Nous voici sur Bananec, c'est une dune recouverte de gazon où paissent de belles vaches nonchalantes. Ces bêtes se sont pliées à leur milieu ; chaque matin elles quittent leurs étables pour se rendre à Bananec. Si la mer est haute, elles se jettent à la nage et gagnent leur pâturage. De même au retour. Le gazon qu'elles paissent est parsemé de grandes tiges de moutardes ; une immortelle, abondante aux Glénans — à l'île du Loch surtout — et qu'on vient chercher du continent, croît sur les flancs des dunes, le feuillage en est presque blanc, il est revêtu d'un duvet laineux et velouté, la fleur, d'un jaune tirant sur l'orange, a une odeur de miel. Bananec a peut-être été habitée jadis : à la pointe qui regarde le continent, il y a des traces de construction éparses dans les fougères, entre les fosses où, la saison venue, on brûlera le varech pour en extraire la soude. Du point culminant, on a sur tout l'archipel une vue mélancolique, que les ruines industrielles de l'île du Loch rendent plus saisissante encore. Mais si l'on regarde du côté de la grande terre, le panorama prend une ampleur superbe : toute la côte bretonne apparaît, de l'île de Groix aux abords d'Ouessant. La belle croupe du Ménez-Hom, ce géant de la Cornouaille, vu d'ici, a une réelle majesté. »

« Par la plage d'un beau sable fin, coupée de plateaux de rochers couverts de varech, nous revenons à l'île Saint-Nicolas ; une dune étroite forme bourrelet sur le rivage et limite les pâtures. Au milieu d'une prairie sont les restes d'un dolmen, trois pierres debout autour d'une fosse, le reste a disparu. Cette prairie, envahie par la fougère, s'abaisse vers l'intérieur de l'île où la ferme occupe la partie la plus basse, comme pour s'abriter des vents ; ferme misérable bâtie de blocs de granit moussu. Devant la porte, des porcs se vautrent dans la boue. L'intérieur ressemble à celui des autres maisons bretonnes : des meubles simples, mais garnis de clous de cuivre poli; des cloisons brunies par la fumée et des lits en armoire. Au-delà de la cour sont les trois seuls arbres de l'île : des figuiers noueux à la vaste ramure, croissant au bord d'un champ. L'île produit quelque peu de blé, des pommes de terre et des choux à haute tige, mais tout cela serait insuffisant pour nourrir les habitants, qui ne peuvent même payer leur fermage, sans la mer qui fournit du poisson, des crabes et ds coquillages. Les jours de grand gala, un peu de porc et de la volaille sont ajoutés au menu. »

« 35 habitants vivent à l'île Saint-Nicolas : le gardien du vivier, sa femme, ses enfants, et, à la ferme, deux ménages. Les autres habitants sont des pêcheurs qui ont construit près du vivier, au-dessus de la jetée, une des plus étranges cahutes qu'on puisse rêver. Avec des débris d'embarcation, des bois flottés, des toiles goudronnées, ils ont bâti une longue baraque dans laquelle ils ont installé un mobilier sommaire, meubles primitifs et grabats. Partout, aux parois, sont les filets, des casiers à homards et à langoustes, des lignes. Les habitants de ce bizarre établissement n'ont pas d'autre demeure, ils y restent si peu d'ailleurs ! Sans cesse en mer sur leurs barques, ils vont de Sein à Audierne, de Concarneau à Douarnenez, pêchent un peu de tout, mais reviennent toujours à leurs âpres îlots des Glénans où d'ailleurs abondent les crustacés (...). Encore ceux-là sont-ils des bourgeois en quelque sorte, grâce à leur baraque de l'île Saint-Nicolas ; bien d'autres indigènes des Glénans sont de vrais nomades passant leur vie presque entière dans des chaloupes. »

« La vie dans les Glénans (...) : on pêche, on mange, on reçoit des crustacés apportés par les pêcheurs de Pont-l'Abbé, de Concarneau, d'autres ports voisins ou d'Espagne ; on les parque pour les livrer à la consommation au fur et à mesure des besoins. Puis c'est l'incinération des varechs. L'hiver, quand le vent est trop violent, quand les lames menacent de tout emporter, on reste enfermé. Pour distraction, on a parfois la relâche des bateaux dans la Chambre. Ni église, ni école. (...) Il est question de faire une chapelle, mais quand la commune de Fouesnant, dont les îles dépendent, pourra-t-elle s'occuper de tout cela ? D'école pas davantage. À l'île Penfret, les gardiens du phare et du sémaphore se sont improvisés instituteurs pour leurs enfants, ceux des fermiers et des pêcheurs nomades ; à Saint-Nicolas, rien. Il n'y a qu'une école, professionnelle, rude et pratique, c'est la mer : elle fait de si hardis marins. »

« Un homme de cœur, un véritable apôtre,avait voulu arracher les habitants des Glénans à leur sauvagerie : c'était l'abbé du Maralhac'h qui, vers 1871, s'installa dans l'île du Loc'h, y construisit de ses mains une chapelle, entretint un cimetière, et s'efforça d'instruire les enfants. M. du Maralhac'h est mort il y a une douzaine d'années, sa chapelle est en ruines, personne n'a pris la suite de son apostolat. (...) »

« En route pour l'île du Loc'h, c'est-à-dire l'île de l'Étang. (...) Rapidement, nous passons entre les murailles abandonnées du fort Cigogne où il n'y a plus ni canons, ni soldats, et qui sert simplement aux savants professeurs ou étudiants du laboratoire de Concarneau, lorsqu'ils viennent étudier la faune marine. En face l'île Drennec, absolument nue de ce côté, les deux masures qui forment le "village" sont sinistres d'aspect. L'île du Loc'h apparaît, plateau triste entouré de roches basses couvertes de varech. (...) O le triste séjour ! L'île est un plateau où les sables accumulés par le vent et recouverts d'herbe ont l'aspect de vagues solidifiées. Douze ans à peine ont passé, [de la chapelle construite par M. du Maralhac'h] il ne reste que des murs informes à hauteur d'homme, blocs de granite maçonnés avec de l'argile. L'édifice était plus haut, il avait une charpente et un toit de carton bitumé ; le vent a emporté le toit, les hommes ont pris la charpente, les portes et les fenêtres pour les brûler,et la nature a fait son œuvre. (...) Plus lamentables encore sont, à côté; les tombes des habitants et des naufragés. (..) Les croix pourrissent, se brisent, jonchent la terre. (...) Nous suivons un chemin dans les dunes, couvertes des immortelles laineuses que j'ai déjà rencontrées à l'île Bananec et d'une sorte de grand pavot jaune à tige presque blanche, au feuillage métallique. Voici l'étang qui a donné son nom à l'île, il est enfermé entre les dunes, au-dessus d'une baie morne. Cette nappe d'eau sans vie, encombrée de joncs et de roseaux, est d'une inexprimable mélancolie. Tout autour, sur les dunes, sont les fosses à brûler le varech ; pendant la saison où cette opération a lieu, l'île doit disparaître sous un nuage de fumée. Enfin, voici un peu de vie : il y a un coin de pâturage vert, où paissent des chevaux, puis c'est la ferme, entourée de murs gris en pierre sèche, où courent les lézards, premiers animaux sauvages que nous rencontrions dans ces îles. La ferme est basse, mais bien tenue, elle fait face à de vastes étables. Des bandes d'oies, de porcs, nous accueillent par leurs cris et leurs grognements. La maison d'habitation proprement dite est rustique, mais très proprement tenue, les habitants (il y en a onze en tout au Loc'h) nous accueillent avec cordialité. Tout autour de la maison, les champs cultivés sont vastes (...). Au-delà des bâtiments, l'île finit par un chaos de blocs de granit (...), restes d'un établissement celtique considérable. Beaucoup de pierres creusées, beaucoup d'autres recouvrant des fosses indiquent les sépultures d'une tribu nombreuse. (...) »

« Nous filons d'îlot en îlot ; un seul a quelque verdure, c'est Guiautec, long de 500 mètres, large de 200 ; on conduit parfois le bétail sur ces pelouses remplies d'herbes. Les autres îlots sont des rochers nus, aux formes étranges, entourés de laisses de sable éblouissant. De loin sur ce sable, on dirait une foule affairée, vêtue de noir, fouillant la plage en ordre régulier. En approchant, on s'aperçoit que ce sont des cormorans, seuls maîtres et habitants de ces infimes archipels. Ces rochers sont les Méabans, voisins de Penfret, où nous pouvons atterrir près d'un petit débarcadère. »

« L'île de Penfret est la plus vaste du groupe, sa longueur est de 1 600 mètres, sa largeur de 500. Les hautes constructions du phare et du sémaphore lui donnent un aspect plus vivant que ses voisines. La petite cale où nous débarquons est animée en ce moment par la présence d'une grosse embarcation qui charge des pierres destinées à la construction d'un nouveau phare à Penmarc'h. Le granit de Penfret se débite facilement ; les abords de la cale sont devenus une carrière où l'on extrait la roche. (...) [L'île] est un plateau légèrement ondulé terminé au nord par une haute butte rocheuse sur laquelle est le phare, tour carré d'un blanc éblouissant, haute de 32 mètres, construite à l'intérieur d'une batterie abandonnée. (...) La maison d'habitation des gardiens et de leurs familles est au centre de l'île, abritée des grands vents : elle est d'aspect riant avec son rez-de-chaussée soigneusement blanchi, ses mansardes et les volets bruns de ses fenêtres. Plus loin est la ferme, vaste maison basse entourée de masures servant d'étable, d'écurie ou de logements pour les pêcheurs de Penfret, qui font quelques armements. Le dernier groupe d'habitants est au sémaphore. En tout, 37 personnes résident à Penfret : 13 à la ferme, 11 au sémaphore, 13 dans la maison des gardiens du phare. Les enfants sont nombreux, ils ont une mine superbe faisant honneur à l'air et au lait de Penfret. Dans une prairie paissent sept ou huit vaches ; près de là s'étendent les cultures assez peu importantes. On na pas tiré du sol le parti qu'on aurait pu, les ajoncs en recouvrent une grande partie. »

### LeXXesiècle

#### La Première Guerre mondiale

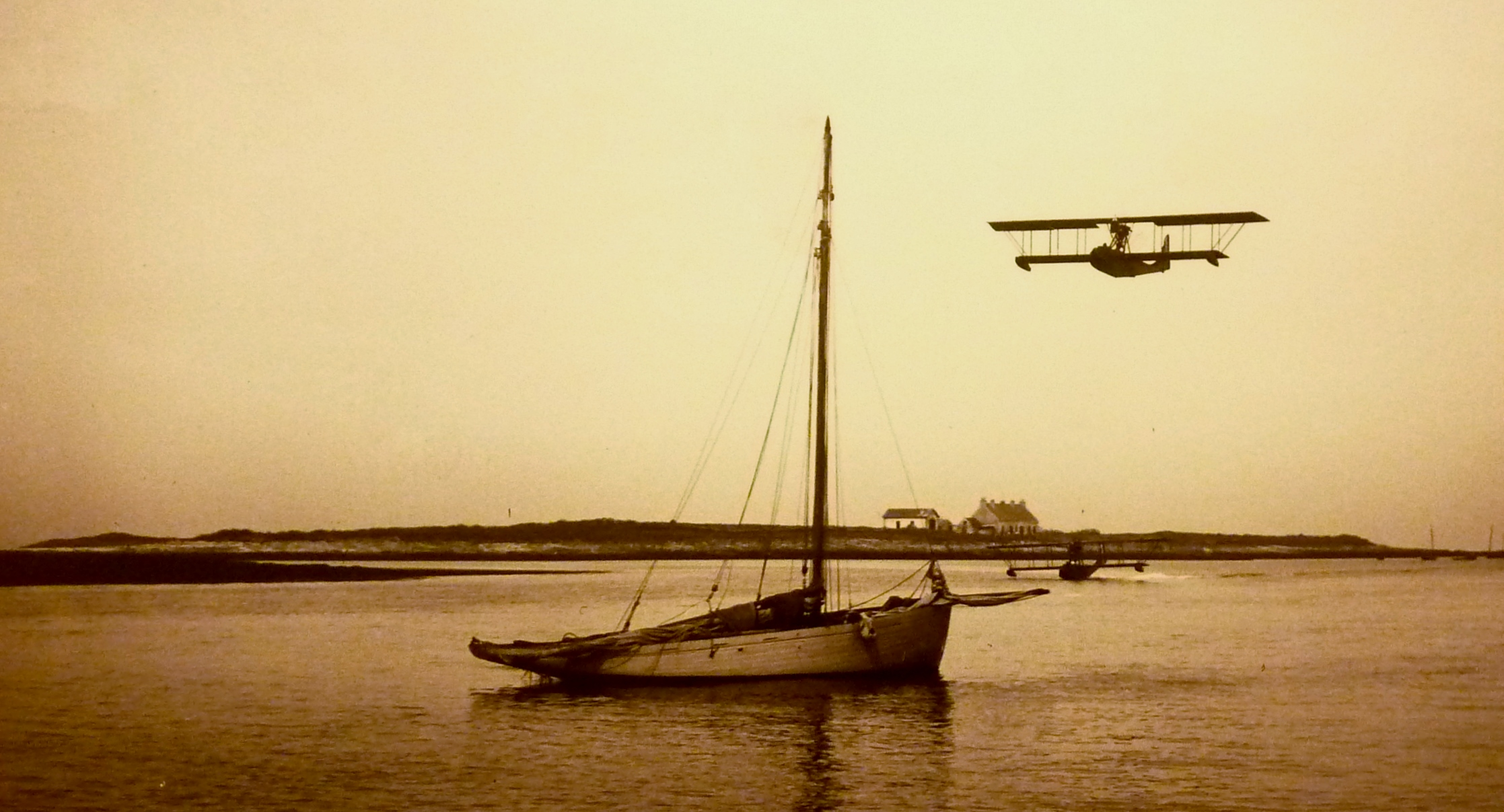
Hydravion américain amerrissant dans l'archipel des Glénan en 1918 (photographie de Jacques de Thézac).

#### L'Entre-deux-guerres
Dans la nuit du 8 au 9 janvier 1924, un raz-de-marée occasionne d'importants dégâts dans l'archipel des Glénan. Le fermier Yves Sellin déclare que dans l'île du Loc'h « une grande partie des terrains a été couverte de roches et de sables (...) et que la moitié des terrains labourables, d'une superficie de quatre hectares, est inutilisable pour quelques années » en raison des méfaits de l'eau de mer. La même tempête endommage aussi l'île Drenec.

##### Description de l'archipel des Glénan en 1930

###### Description de l’île aux Moutons
Jean Courcuff, dans le journal L'Ouest-Éclair du 10 septembre 1930, décrit ainsi l’île aux Moutons :

« Il n'est pas exagéré de dire que l'Île aux Moutons est la plus intéressante de cet archipel. C'est elle la sentinelle avancée du dit archipel et son nom évoque immédiatement l'image d'une terre où paissent des troupeaux et où l'on imagine fermes et fermiers, vies actives et laborieuses. Peut-être en fut-il ainsi dans les temps lointains, ceux de l'engloutissement de la ville d'Is. La légende ne raconte-t-elle pas que l'archipel en entier était rattaché à la terre ferme et que la procession, les jours de grande solennité, se rendait, à pied, de Loctudy aux Moutons. Quoi qu'il en soit, l'île, telle qu'elle se présente aujourd'hui, n'est plus guère qu'un fragment ébréché, ceinturé de récifs, mesurant tout au plus 400 mètres de long. Sur le sol pelé, pas un arbre évidemment. Le phare, tout blanc, est situé dans la partie centrale où, sur un maigre tapis d'herbe rugueuse et rare, broute l'unique vache, propriété des époux Quéméré. Ceux-ci ont réussi, en plus, à cultiver, à l'abri d'un mur, quelques légumes. Pas d'autres habitants que le gardien de phare, sa femme et leurs enfants. Après le déjeuner, nous faisons le tour de l'île, admirons les rochers aux formes pittoresques et sauvages, et ne manquons pas de grimper le petit monticule où, face à la mer, se dresse le menhir dénommé le "Recteur des moutons". (...) Ce menhir a une singularité : il oscille sur sa base. Il suffit de lui donner une petite impulsion pour le sentir très nettement bouger. »

###### Description du reste de l'archipel
Jean Courcuff poursuit :

« Penfret, distante de 8 km, est atteinte en moins d'une heure. C'est (...) la plus grande et la plus haute de l'archipel. Son aspect est désolé au possible. À l'endroit où le bateau accoste, la végétation consiste en fougère et lande. Pas d'arbre, évidemment. Elle mesure un kilomètre un quart environ de bout en bout et est posée perpendiculairement à l'Est, tandis que les autres îles se profilent en un long chapelet vers l'ouest. Elle protège ainsi ces dernières contre les éléments [naturels] dont par contre elle reçoit le contre-coup. En hiver, quand la mer est mauvaise, aucun abri ne permet aux barques d'y trouver refuge. Aussi ne contient-elle aucun pêcheur. Seul un cultivateur a jeté son dévolu sur l'un des points où l'on peut faire pousser quelque chose. C'est Pierre Pichavant, de Loctudy, père de six enfants. Depuis neuf ans, il cultive dans sa petite ferme de l'orge, du seigle, quelques légumes, qui procurent aux 21 habitants de l'île, enfants compris,un ravitaillement plus sûr que celui de l'administration des PTT ! Pichavant exporte le reste de ses produits sur le continent, au moyen de barques qu'il loue, ou bien qui lui sont adressées directement par les acheteurs. Au fond, cet homme est heureux... »

« Un phare avec ses deux gardiens, un sémaphore avec un chef guetteur et un guetteur, c'est ce que contient encore l'île Penfred [Penfret]. Le phare, dominant le large, a été construit sur un vieux fort qui fut, dit-on, construit par les Anglais, il y a une centaine d'années. On aperçoit les douves, les casemates, les passages souterrains. Durant la dernière guerre [guerre 1914-1918 compte tenu de la date à laquelle ce texte a été écrit], l'on y installa une batterie destinée à canonner les sous-marins. Voici justement l'un des gardiens, M. Louis Quéméré, fils des époux Quéméré de l'Île aux moutons. Décidément, l'on a la vocation dans la famille. (...) »

« Mais il faut repartir, l'heure avance. Le bateau, au moteur sûr, me conduit successivement à l'île Saint-Nicolas d'où l'on aperçoit le fort Cigogne aux allures de cité close par une muraille redoutable, l'île du Drenec, celle du Loch [Loc’h]. Elles forment avec Penfred les quatre îles principales de l'archipel. Toutes ces îles sont très giboyeuses, les lapins surtout y abondent. Saint-Nicolas possède une station de sauvetage, deux cantines, un grand vivier, une ferme. Le patron du canot, M. Bodéré, a été souvent à l'honneur après avoir été, plus souvent, au péril. Le Loch est habité par un gardien de phare, et aussi un fermier et sa famille. On y fait beaucoup de soude. Un grand étang s'y trouve. »

« Et voici les îles secondaires, cinq en tout : Guiautec, Brunec et son dolmen, Gurinec, Le Pigeon, Quiniennec [Quignénec]. Au-delà de ce chapelet, long de plusieurs kilomètres, des chaînes de roches, très écartées l'une de l'autre, protègent ces éléments des vents d'ouest. »

###### Les relations avec le continent
« Le ravitaillement [de l'Île aux Moutons] se fait une fois par semaine, en même temps que celui des Iles des Glénans : Penfret et Saint-Nicolas. Pour cela, l'administration des P. T. T. frête, à Concarneau, un bateau pour desservir le courrier. C'est ce courrier qui apporte en même temps les vivres et les objets de première nécessité aux insulaires. Dois-je ajouter que ce bateau de pêche, transformé en courrier postal et ravitailleur, est notoirement insuffisant, mal armé surtout, pour supporter, en hiver, les assauts d'une mer démontée ? Aussi ne faut-il point s'étonner si le pain manque parfois dans les Iles et que « tonton Jos » sache ce qu'il a affaire à chacune de ses visites à ses bons amis des Moutons. Heureusement, les alentours de l'Ile sont poissonneux… »

##### Description de l'archipel des Glénan en 1938
André Salmon fait cette description des Glénan en 1938 dans le journal Le Petit Parisien :

« Maigres troupeaux que ceux des Glénans, car on en trouve, en effet, broutant une herbe avare et livrant aux embruns qui la mouille une assez courte laine. Toutefois ce ne sont pas les ovins qui l'emportent en nombre aux Glénans, ce sont les crustacés. On a installé dans les îles, principalement à Saint-Nicolas, des réserves de homards et de langoustes, voire de crabes. Le vivier de Saint-Nicolas est certes l'établissement d'importance de cette île, encore que, pour le voyageur, les crustacés ne soient pas à consommer sur place, tandis que, tout près, se trouve parmi de rares maisonnettes, un débit où se restaurer et rafraîchir, ce qui, en somme, est à considérer. Ni les homards, ni les moutons ne sont venus seuls. La curiosité naturelle, c'est la "Chambre". (...) Il s'agit d'une mer intérieure, dans un creux formant vraiment une chambre. Le paysage n'est pas sans séduction. »

#### La Seconde Guerre mondiale
Dans la nuit du 17 au 18 février 1940, le bateau hollandais Alga coule dans les parages des Glénan : les sept hommes d'équipage parviennent à se réfugier sur l'île aux Moutons. Dans la nuit du 9 au 10 novembre 1941, le chalutier Ginette-Marcel, de Concarneau, s'échoue aux Leuriou : le naufrage fait 5 morts et 1 rescapé sauvé par le Goulmoor, un autre bateau de pêche de Concarneau.
Le 3 février 1943, le cadavre d'un aviateur néo-zélandais de la RAF est trouvé sur l'île du Loc'h et déposé à la morgue de Concarneau.
Le 11 octobre 1944, deux marins du Charles-Aimé sont emportés par la mer près de l'archipel des Glénan.

#### L'après Seconde Guerre mondiale

##### Le centre nautique des Glénans

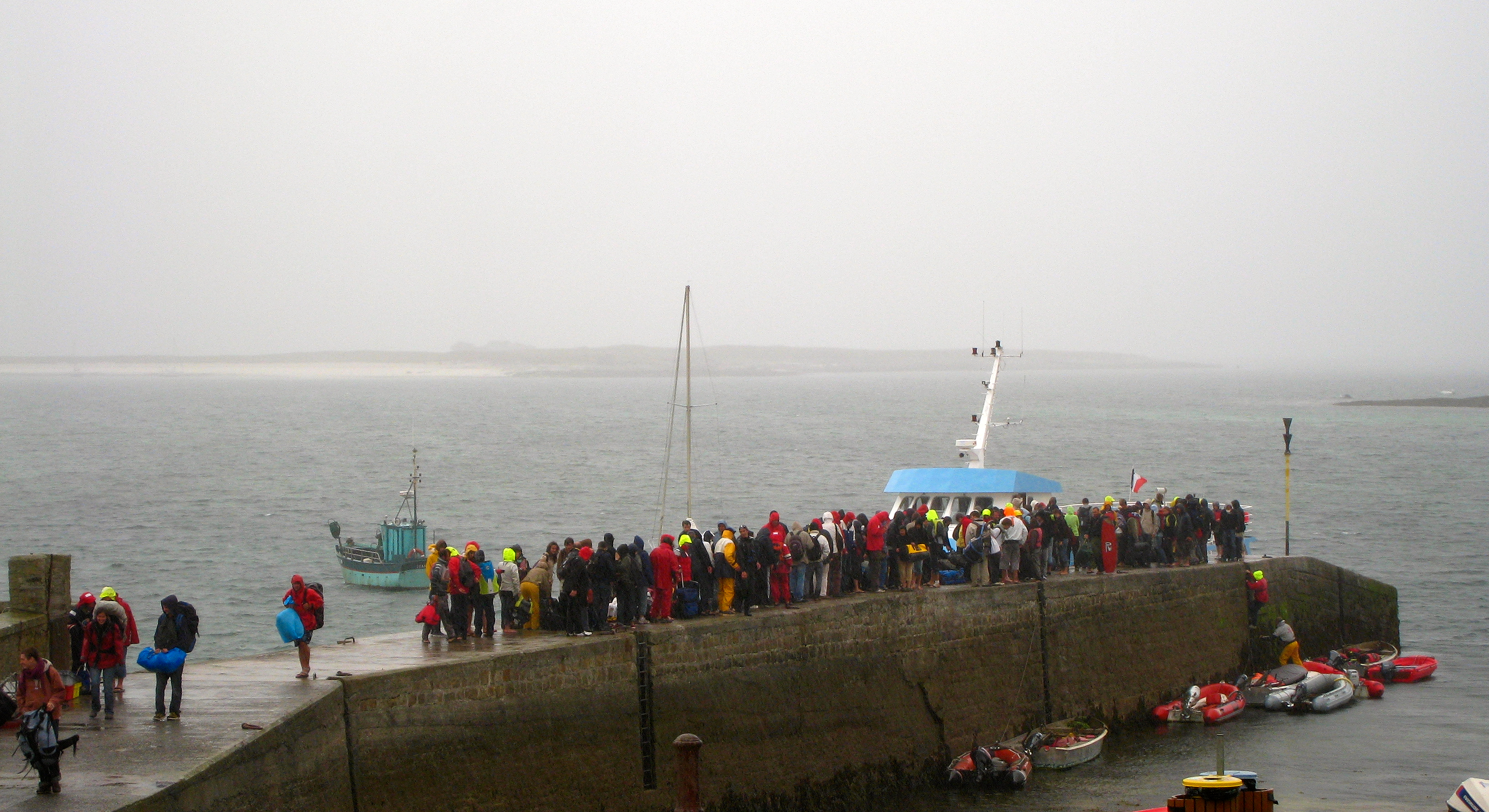
Cale de l'archipel de Glénan le samedi matin : les stagiaires du centre nautique des Glénans rentrent à Concarneau à la fin de leurs stages.

Pendant l’été 1945, deux anciens résistants, Hélène et Philippe Viannay, découvrent en naviguant les îles Glénan et y reviennent l’été suivant. Philippe Viannay, alors directeur de France-Soir, décide en 1947 de fonder le CFI (Centre de formation internationale), destiné à favoriser des rencontres d’étudiants venus du monde entier, et installe un premier centre de vacances, six grandes tentes, sur l’île du Loc’h, avec la permission de la famille Bolloré, propriétaire de l’île. En 1948, une activité de loisirs nautiques commence grâce à l’achat de trois dundees-thoniers qui permettent des campagnes de pêche à la voile. En 1949, le CFI s’installe sur l’île de Penfret, incluant un premier bâtiment en dur déjà existant, la « cabane Le Floch ». En 1950, le CFI acquiert la totalité de l’île de Penfret, à l’exclusion du phare et du sémaphore, puis en 1953 loue l’île de Drénec  (achetée en 1964) et en 1957 Fort-Cigogne. En 1958, l’association prend le nom de « Centre nautique des Glénans », développant des activités nautiques diversifiées à bord de bateaux conçus pour la pratique de la voile de loisirs : les Vauriens, Caravelles, Corsaires, Mousquetaires, etc. Un cours de formation et de perfectionnement de la pratique de la voile est organisé dès 1951, débouchant en 1961 sur la publication du Cours de navigation des Glénan, maintes fois réédité et remis à jour, véritable Bible des « voileux ».
Le nombre des stagiaires augmentant rapidement (300 en 1951, 700 en 1953, etc.), un hébergement en dur se développe, d’abord sur l’île de Penfret, en reprenant des bâtiments existants comme une ferme en ruine située au centre de l’île, restaurée dès 1951, puis en aménageant les locaux du sémaphore, enfin en construisant de nouveaux bâtiments.. La ferme existant sur l’île de Drénec est aussi restaurée en 1954 et agrandie par la suite. Un bâtiment est construit en 1966 sur l’île de Bannec et le fort Cigogne est progressivement réaménagé.
En 1959, le GAP (Groupe atlantique de plongée), séduit par la pureté des eaux de l’archipel, installe une base sur l’île Saint-Nicolas, d’abord dans l’ancienne ferme, puis dans l’ancien abri de canot de sauvetage. En 1980 il prend le nom de « Centre international de plongée Quimper-école des Glénan ».
De nombreux films amateurs attestent de cette activité sur l'île, du centre nautique et de la fréquentation de l'île.
Ces activités nautiques ne sont pas sans effet sur l’environnement : dès 1955, chaque année, des plantations de pins, cyprès et tamaris sont effectuées, principalement sur l’île de Penfret, pour limiter l’érosion, mais c’est finalement un échec, les arbres plantés brûlant presque tous pendant la nuit du 20 au 21 août 1977. La pertinence de ce programme de plantation d’espèces exogènes était de toute façon controversée.

##### Les mesures de protection
Le 18 octobre 1973 l'archipel des Glénan devient site naturel classé et l'île aux Moutons est classée réserve naturelle. En 1974, le département du Finistère achète près de 80 % de l'île Saint-Nicolas, ainsi que l'île Giautec, au titre des espaces naturels sensibles.

##### Le chavirage duGalaxie
Le 21 décembre 1997 le Galaxie, un chalutier hauturier en acier de l'armement Nicot de Concarneau, heurte une roche entre l'Île des Moutons et l'archipel des Glénan, prend l'eau et finit par chavirer, l'équipage ayant tout juste le temps d'être recueilli par le remorqueur hollandais Van der Kempt ; une tentative de relevage par la barge Norma, qui appartenait à une société belge de renflouement, échoue et le navire est finalement coulé au nord de l'île de Penfret.

### LeXXIesiècle

#### Le pardon des Glénan
Le « Pardon des Glénan », tombé en désuétude depuis plus d'un siècle, fut réactivé à l'initiative du recteur de Fouesnant en 1988 et est, depuis, organisé chaque année un dimanche au début du mois de septembre sur l'Île Saint-Nicolas. Cet évènement  rend hommage aux marins péris en mer et rassemble les sauveteurs en mer des stations de Fouesnant-Beg Meil, Loctudy, Trévignon-Concarneau, Saint Guénolé-Penmarch, Bénodet, de Doëlan et du centre de formation et d'intervention SNSM de Cornouaille.

#### La desserte maritime des Glénan
En décembre 1999 a été mis à l'eau un nouveau bateau communal dénommé "Fouesnant-Les Glénan", long de 10,4 m et large de 3,7 m, destiné à relier l'archipel à la cale de Beg Meil et à assurer le ravitaillement de l'archipel.
La desserte touristique est principalement assurée par la compagnie "Vedettes de l'Odet" au départ de Bénodet.
De mai à octobre Sailcoop rejoint également les îles Glénan depuis Concarneau avec son catamaran à voile Isabelle.

#### La pêche des coquilles Saint-Jacques
La campagne de pêche à la coquille Saint-Jacques avait été interdite en 2019 en raison de la présence de toxines amnésiantes. La campagne de pêche de décembre 2020, très réglementée (18 jours de pêche prévus, 21 licences de bateaux délivrées, avec un quota de 300 kg par jour et par bateau) est soumise aux aléas des contraintes sanitaires.
En 2021 la prolifération des poulpes a décimé les bancs de coquilles Saint-Jacques, victimes aussi des étoiles de mer, aux alentours des Glénan, ce qui a entraîné une telle diminution des prises que la campagne de pêche, pourtant brève, a été raccourcie de 4 jours (fermant dès le 23 décembre 2021) sur décision du comité des pêches alors que seulement 14 bateaux côtiers avaient été autorisés pour la campagne de pêche 2021-2022 avec des horaires réduits (de 9 h à 13 h) et des quotas restreints (300 kg par bateau et par jour). Seules 4,5 tonnes de coquilles ont été pêchées en 2021 contre plus de 100 tonnes chaque année auparavant.

## Administration
L'archipel des Glénan dépend de la commune de Fouesnant, mais dépendit par le passé de Loctudy.
Le code postal, d'après le SNA, est celui de Concarneau, 29900
Les terrains de la réserve naturelle appartiennent au conseil départemental du Finistère et sont gérés par une association de protection de l'environnement (la SEPNB).

## Environnement

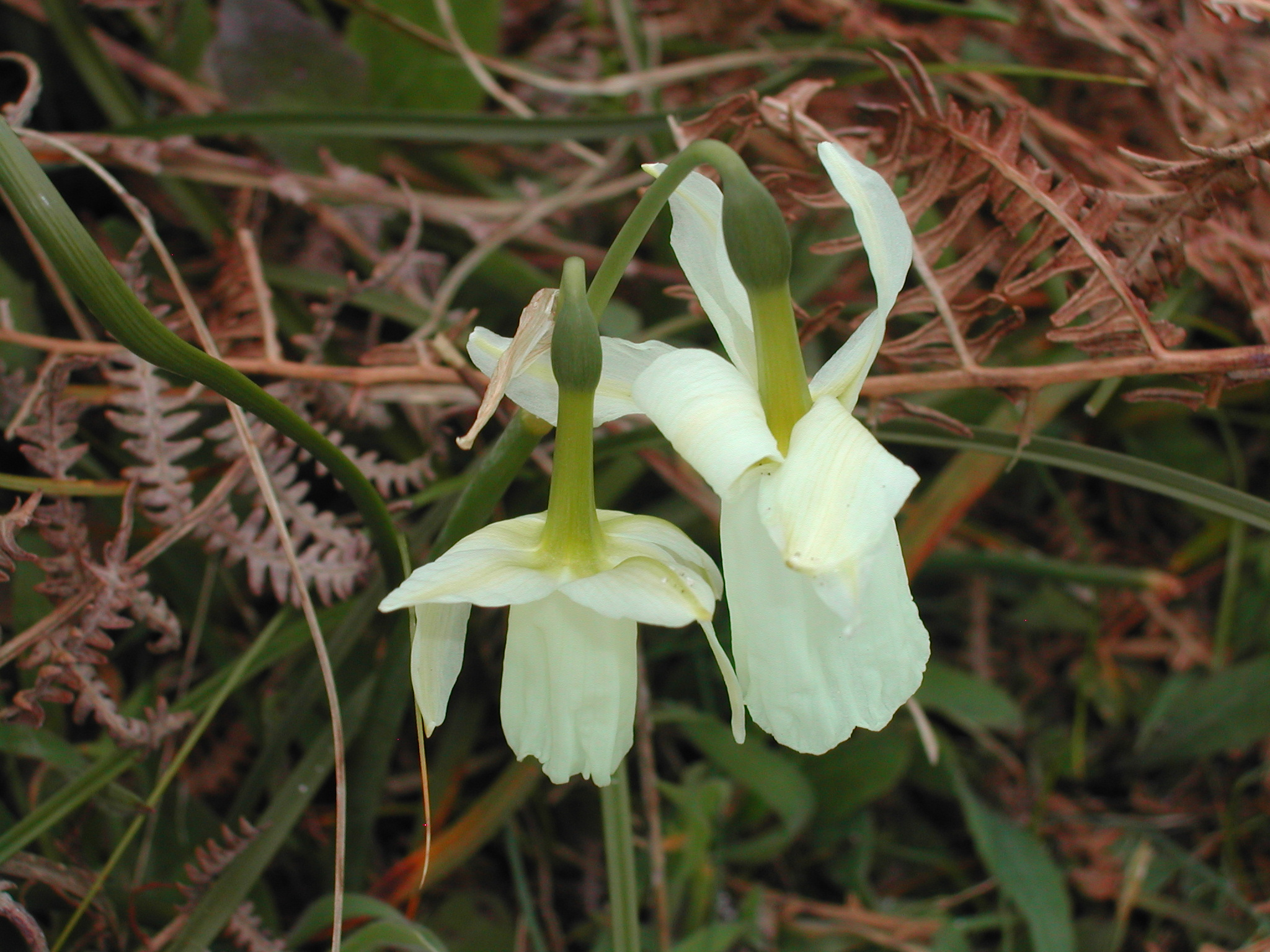
Narcisse des Glénan.

L'archipel abrite une plante endémique, le narcisse des Glénan, Narcissus triandus ssp capax. Identifiée en 1803, et alors présente dans tout l'archipel, cette sous-espèce n'a cessé de régresser au fur et à mesure de la déprise agricole des îles : ce narcisse se développe en pelouse rase et l'abandon de l'élevage a entraîné l'apparition de landes broussailleuses. Dès 1924, on notait sa disparition presque complète. En 1974, à l'initiative de Bretagne vivante - Société pour l'étude et la protection de la nature en Bretagne, une partie de l'île Saint-Nicolas fut classée en réserve naturelle dont l'accès fut interdit par une clôture.
Cette mesure faillit entraîner la disparition complète du narcisse des Glénan : l'arrêt du piétinement et la poussée de la lande à fougères et ajoncs furent néfastes à la reproduction par graines (et non par bulbes) de la plante. En 1984, il n'en subsistait qu'environ 3 000 pieds. En 1985, la SEPNB prend la gestion de la réserve de l'île Saint-Nicolas qui fut débroussaillée et la population de narcisse se remit à augmenter, ce qui illustre l'intérêt d'une gestion organisée et la nécessité d'une intervention humaine pour la sauvegarde de certains milieux semi-naturels. Le maintien en pelouse rase est assuré désormais, soit par débroussaillage, soit par des animaux pâturant la réserve (moutons à l'origine, puis poneys et ânes). Grâce au fauchage régulier de la lande et aux mesures prises pour éviter le piétinement touristique, le nombre des pieds recensés atteignait 150 000 pieds en 2010.
Des narcisses des Glénan existent aussi sur d'autres îles et îlots de l'archipel : sur les îlots du Veau, La Tombe et Brunec, la plante est menacée par les colonies de goélands nicheurs qui favorisent le développement de plantes nitrophiles, mais en raison de l'accessibilité limitée et du statut privé de ces îlots, le choix de la non-intervention a été retenu. Sur le Veau et la Tombe toutefois, des fils ont été tendus dans le but d'empêcher l'accès et la nidification des goélands sur les stations de narcisse.
À noter que les chercheurs ont récemment dû admettre que cette espèce n'était pas endémique, puisqu'elle existe également à l'état sauvage au Portugal et en Espagne . C'est à la fin du XIXe siècle qu'un bateau portugais rempli de bulbes et faisant route vers les Pays-Bas, s'échoua dans l'archipel avec sa cargaison.[réf. nécessaire] Le narcisse des Glénan est donc présent dans deux régions du monde : la péninsule ibérique et l'archipel des Glénan.
Le rapport Natura 2000 préconise d’ailleurs l’enlèvement des espèces végétales exogènes introduites et proliférant aux dépens des espèces autochtones, ainsi que la protection des prairies existantes, des bancs de maërl, la restauration des habitats dunaires dégradés, la protection des espèces en période de nidification, en particulier les sternes pierregarins de l’île aux Moutons, mais aussi d’autres espèces d’oiseaux comme le plongeon arctique, le cormoran huppé, le Pluvier à collier interrompu, le goéland brun, le goéland argenté. La flore doit aussi être protégée, en particulier le narcisse des Glénan, mais aussi la bourrache des dunes, l’oseille des rochers, la salicorne.
La pêche est désormais limitée à la pêche côtière, avec des bateaux de moins de 12 mètres. La pêche des coquilles Saint-Jacques, interrompue pendant plusieurs années en raison d'un virus les infectant, a repris en novembre 2013 pendant une quinzaine de jours (sept bateaux ont débarqué 58 tonnes au total, en alternance à Loctudy et à Concarneau).
L'archipel est aussi classé réserve de pêche sous-marine.

## constructions
Seules six îles sont habitées : Saint-Nicolas dispose de quelques résidences secondaires récentes, disposées à côté du vivier, d'un restaurant et d'une ancienne ferme occupée par un centre de plongée. Les pêcheurs peuvent y louer des chambres, y compris en hiver lorsque le temps nécessite de se mettre à l'abri.
Le CNG a construit pendant les premières années de sa création des bâtiments autour d'anciennes fermes, à Drenec, Bananec et Penfret. Sur Penfret, outre l'ancien sémaphore, lui aussi occupé par le CNG, on trouve un phare désormais automatisé.
Sur Brunec, une résidence privée a été construite dans les années 1960. Qualifiée de "verrue paysagère" par l'architecte des bâtiments de France, elle a été démolie au alentour de 2018. Enfin la dernière île habitable est l'île du Loch.
Toute nouvelle construction est désormais interdite.

## Économie
L'archipel a longtemps été un abri pour les pêcheurs. Au XIXe siècle, le vivier de Saint-Nicolas était le plus grand de France pour les homards et les langoustes.
La production de soude pour les verreries, par brûlage des algues, a cessé au début du XXe siècle sur l'île du Loch.
On y exploite le maërl, d'abord à la pelle, sur les îlots, puis par bateaux sabliers utilisant dans les années 1960 des dragues, puis des dragues suceuses. Le maërl des Glénan est utilisé comme amendement pour les cultures mais surtout dans le traitement des eaux potables, dans une cinquantaine de départements. L'exploitation trop intensive menace la régénération du maërl, la biodiversité et le profil des îles sablonneuses. L'État a accordé, en octobre 2005, une dernière concession aux sabliers, avant la fermeture définitive du site en 2011. Pendant six ans, pour les seuls besoins du traitement des eaux et dans une zone de 50 hectares, ils sont autorisés à extraire chaque année 45 000 tonnes de maërl.
L'archipel n'est plus fréquenté que par quelques pêcheurs professionnels qui font escale à Saint-Nicolas. Tourisme et loisirs sont désormais les activités principales: liaisons par vedettes pendant l'été, écoles de voile et de plongée, deux restaurants.
Les problèmes à résoudre pour la municipalité de Fouesnant sont l'approvisionnement en eau, en énergie et la gestion des détritus : l'eau provient de citernes ou de puits et n'est plus potable, la production électrique assurée par l'éolienne et les panneaux solaires sur Saint-Nicolas est insuffisante et les détritus doivent être évacués par barges au cours de l'été.

## Livres
- Maurice Leblanc : L'Île aux trente cercueils  [l'action se déroule dans une île imaginaire, Sarek, que l'auteur situe au large de l'archipel des Glénan] (roman, 1919).
- Association Bretagne vivante, "Les Glénan. Histoire, mémoire et paysages", 2016 ,  (ISBN 978-2-9517436-0-1) (réédition 2020).